# Abbadia Lariana
Abbadia Lariana là một đô thị trong tỉnh Lecco, trong vùng Lombardia của Ý, cự ly khoảng 50 km về phía đông bắc của Milan và khoảng 8 km về phía tây bắc của Lecco. Tại thời điểm ngày 31 tháng 12 năm 2004, đô thị này có dân số 3.209 người và diện tích là 17.1 km².
Đô thị Abbadia Lariana có các frazioni (các đơn vị dân cư trực thuộc, chủ yếu là các làng) Borbino, Onedo, San Rocco, Chiesa Rotta, Novegolo, Castello, Robianico, Molini, Linzanico, Crebbio, và Lombrino e Zana.
Abbadia Lariana giáp các đô thị: Ballabio, Lecco, Mandello del Lario, Oliveto Lario, Valbrona.